# Bäverflyn
Bäverflyn är en sjö i Strömsunds kommun i Jämtland och ingår i Ångermanälvens huvudavrinningsområde. Sjön har en area på 0,096 kvadratkilometer och ligger 456 meter över havet. Sjön avvattnas av vattendraget Bäverån.

## Delavrinningsområde
Bäverflyn ingår i det delavrinningsområde (716806-145815) som SMHI kallar för Utloppet av Bäverflyn. Medelhöjden är 466 meter över havet och ytan är 0,41 kvadratkilometer. Räknas de 3 avrinningsområdena uppströms in blir den ackumulerade arean 37,75 kvadratkilometer. Bäverån som avvattnar avrinningsområdet har biflödesordning 4, vilket innebär att vattnet flödar genom totalt 4 vattendrag innan det når havet efter 282 kilometer. Avrinningsområdet består mestadels av skog (66 procent). Avrinningsområdet har 0,1 kvadratkilometer vattenytor vilket ger det en sjöprocent på 23,5 procent.